# Rosángela Espinoza
Rosángela Espinoza López (Lima, 19 de julio de 1989) es una personalidad de televisión, modelo e influencer peruana. Alcanzó la popularidad por sus participaciones en reality shows de la televisión peruana como Esto es guerra, Bienvenida la tarde y Combate.

## Biografía

### Primeros años
Nació el 19 de julio de 1989 en Lima, bajo el nombre completo de Rosángela Espinoza López. Vivió sus primeros años en la Unidad Vecinal Matute, localidad del distrito de La Victoria. Formó parte de un elenco de música afroperuana a los 8 años.

### Carrera universitaria
Estudió la carrera de marketing en la Universidad Peruana de Ciencias Aplicadas, siendo egresada del dicho centro educativo en 2021.

### Trayectoria televisiva
Espinoza comenzó su carrera televisiva en el año 2005, teniendo una corta participación en un segmento del programa televisivo Habacilar de América Televisión. Pero fue hasta el año 2012, cuando inicia su etapa como modelo, participando en el certamen de belleza Miss Perú Mundo en representación de la Región Ica, sin conseguir el éxito.
Espinoza alcanzó reconocimiento en la televisión peruana, sumándose al reparto principal del programa de telerrealidad Combate de la televisora ATV en el año 2012, asumiendo el rol de competidora por un breve tiempo. Al año siguiente, firma un contrato exclusivo con el canal Latina Televisión para incorporarse al elenco central del mismo formato Bienvenida la tarde, permaneciendo por tres temporadas hasta la cancelación del programa en 2015.
Fue protagonista de los videoclips musicales del tema musical «Mi verdad», interpretado por los cantantes Koky Bonilla y Pelo d'Ambrosio en 2015 y la versión de «Qué bonito» de Rosario Flores, interpretado por la intérprete española Vicky Corbacho en 2016.
Más tarde, se incorpora al reparto central del show televisivo Verano Extremo del mismo canal durante la temporada de verano de 2016.Tras la cancelación del programa, fue participante del programa concurso El gran show en 2016 en dupla con el bailarín argentino Lucas Piro, consagrándose con él finalmente como ganadores de la segunda temporada y de la edición anual Reyes del show.
En el año 2017, inicia su participación en el programa de telerrealidad Esto es guerra, manteniéndose en el mismo rol de Bienvenida la tarde.A lo paralelo, en el año 2019, se incursiona como presentadora, conduciendo el segmento de espectáculos en el magacín En boca de todos. Fue separada de Esto es guerra en el año 2022 por motivo de un viaje personal, regresando más tarde, para el periodo 2023-2024. En enero de 2025, anuncia su retiro definitivo del dicho espacio para enfocarse especialmente al ámbito empresarial y a otros proyectos fuera de la televisión peruana.Meses más tarde, regresa al programa en mayo del mismo año, en reemplazo de la surfista Vania Torres dentro del elenco principal.

### Trayectoria profesional
Como licenciada de marketing, Espinoza comenzó a dictar clases en las conferencias, institutos superiores y universidades a partir de los años 2020.
En el año 2025, asume la conducción del pódcast Be you best, cuya sinopsis es de formato guía empresarial y de ayuda a otras personas en el crecimiento personal e integral. El proyecto fue anunciado en su cuenta personal de Instagram y es grabado bajo la colaboración de la productora Seniors Estudio para la plataforma YouTube.

## Reconocimientos
En 2021, fue elegida por la Confederación Nacional de Comerciantes como influencer del año. En 2023, fue reconocida por la Asociación Peruana de Empresarios como mejor creadora de contenido digital.

## Controversias

### Peleas con sus compañeras de trabajo
En el año 2016, fue sancionada del programa Verano Extremo, producto de una pelea que tuvo con la exbailarina y abogada Génesis Tapia en plena emisión, llegando a tener agresiones verbales y físicas.
En el año 2017, Espinoza fue separada indefinidamente de Esto es guerra, debido a una pelea detrás de cámaras con la bailarina y cantante Yahaira Plasencia, compañera del espacio, terminando con agresiones físicas. Esto se dio cuando Plasencia le tiró un tortazo en la cara a Espinoza en un juego del show televisivo, lo repetido el año anterior en el programa Verano extremo. Poco tiempo más tarde, Espinoza vuelve a Esto es guerra tras lo sucedido, mientras que Plasencia se retira definitivo para dedicarse a su faceta musical.[cita requerida]
En el año 2023, Espinoza causó polémica por sus exigencias en televisión nacional, afirmando que «nunca» compartiría camerino con sus compañeros del reality de América. Al año siguiente, protagoniza una discusión con la exmodelo y compañera de elenco Melissa Loza, debido a que Espinoza criticaba a Loza por la mayoría de edad en el espacio y el bajo rendimiento en las competencias.

## Créditos

### Televisión
- Habacilar (América Televisión; 2005), participante de un segmento.
- Combate (ATV; 2012), competidora.
- Bienvenida la tarde (Latina Televisión; 2013-2015), competidora y parte del elenco.
- Verano Extremo (Latina Televisión; 2016), competidora.
- Esto es guerra (América Televisión; 2017-2022, 2023-2024, desde 2025), competidora y parte del elenco.
- El gran show (América Televisión; 2016), participante.
- En boca de todos (América Televisión; 2019), presentadora del segmento de espectáculos.
- Sábados en familia (Latina Televisión; 2023), participante invitada.[26]
- Al fondo hay sitio (América Televisión; 2024), ella misma (cameo).

### Programa web
- Be you best (Seniors Estudio; desde 2025), presentadora.

### Videoclips musicales
- «Mi verdad» de Pelo d'Ambrosio y Koky Bonilla (2015), participación especial.
- «Qué bonito» de Vicky Corbacho (2016), participación especial.